# 耶策爾河
53°9′26″N 11°2′38″E / 53.15722°N 11.04389°E

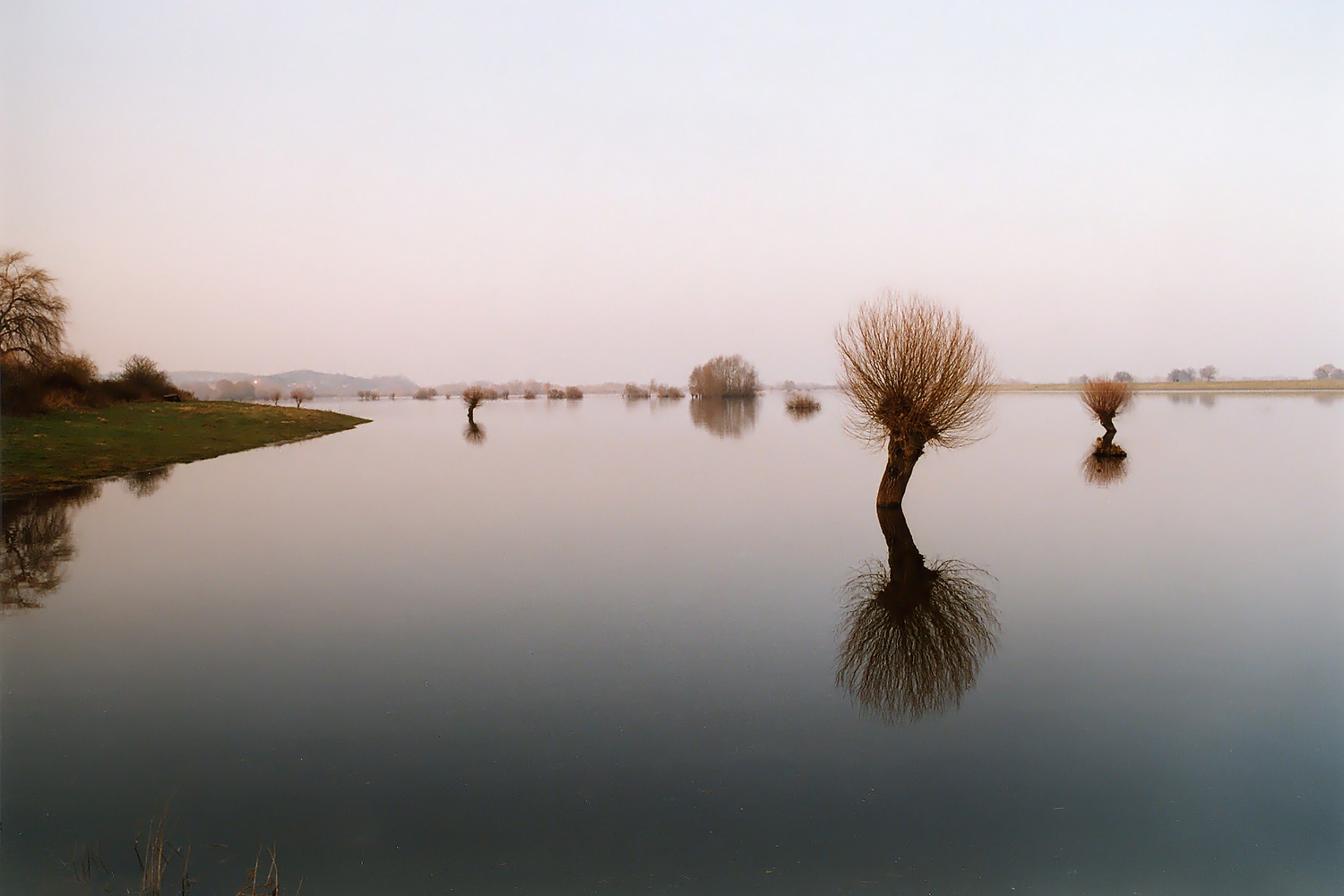

耶策爾河（德語：Jeetzel，發音：[ˈjeːtsl̩]）是德國的河流，位於薩克森-安哈爾特州和下薩克森州，屬於易北河的左支流，河道全長73公里，流域面積1,928平方公里，河畔城鎮有薩爾茨韋德爾、武斯特羅、呂肖和丹嫩贝格。